# Васильевский сельсовет (Амурская область)
Васи́льевский сельсове́т — упразднённое муниципальное образование со статусом сельского поселения в составе Белогорского района Амурской области. 
Административный центр — село Васильевка.
Законом от 22 мая 2020 года упразднён в результате преобразования Белогорского района в муниципальный округ.

## История
19 января 2005 года в соответствии с Законом Амурской области № 419-ОЗ муниципальное образование наделено статусом сельского поселения.

## Население
| 2002  | 2010  | 2011  | 2012  | 2013  | 2014  | 2015  |
| ----- | ----- | ----- | ----- | ----- | ----- | ----- |
| 2809  | ↘2635 | ↘2619 | ↘2612 | ↗2636 | ↗2647 | ↘2639 |
| 2016  | 2017  | 2018  |       |       |       |       |
| ↗2677 | ↗2742 | ↗2746 |       |       |       |       |

## Состав сельского поселения
| № | Населённый пункт | Тип населённого пункта       | Население |
| - | ---------------- | ---------------------------- | --------- |
| 1 | Васильевка       | село, административный центр | ↗2279     |
| 2 | Круглое          | село                         | ↘69       |
| 3 | Междугранка      | село                         | ↗345      |
| 4 | Павловка         | село                         | ↘202      |